# Läther
Läther is een popalbum van Frank Zappa, verschenen op cd in 1996.
Het album Läther zou oorspronkelijk in 1977 verschijnen als een ongekende uitgave van vier langspeelplaten, maar muziekuitgever Warner Brothers wilde het album niet uitgeven. Frank Zappa heeft het gehele album vervolgens op de radio gedraaid, zodat fans het konden opnemen. Nummers van het album vonden later hun weg op albums als Zappa in New York, Studio Tan, Sleep Dirt and Orchestral Favorites. Na Zappa's dood werd het met de oorspronkelijke opzet op cd uitgebracht. De naam Läther is een op zijn Duits geschreven variant van het Engelse woord voor leer en is een verwijzing naar leerfetisjisme. 